# Raúl Prebisch
Raúl Prebisch (Tucumán, 17 de abril de 1901 — Santiago do Chile, 29 de abril de 1986) economista argentino. Foi o mais destacado intelectual da CEPAL, tendo iniciado a linha estruturalista do pensamento econômico.

## Biografia
Aos dezessete anos ingressou na Faculdade de Ciências Econômicas de Buenos Aires. No segundo ano, leu "O Capital" de Karl Marx. Raúl Prebisch preferia ficar na biblioteca do que assistir às aulas. No início, Lênin e Trotsky (e mais Shakespeare) exerceram em Prebisch uma grande atração. Outra grande influência dos 19 aos 24 anos foi Anatole France. Depois descobriu Balzac e Stendhal. Por fim, reconheceu a grande influência que Vilfredo Pareto ("A Sociologia Geral") teve em sua formação.
Começou a trabalhar no segundo ano da faculdade, como ajudante de trabalhos práticos do Seminário de Investigações. Logo após formar-se, no ano de 1922, foi convidado para fazer um informe para a Sociedade Rural Argentina. Foi o primeiro estudo de Prebisch.
Em 1923, o ministro da Fazenda argentina enviou Prebisch para Nova Zelândia e Austrália, visando o estudo do imposto de renda aplicado nestes países. Depois de quatro meses, o ministro da Fazenda foi trocado, e Prebisch é obrigado a retornar a Argentina. Na viagem de volta conheceu o ministro da Agricultura, que lhe convidou para trabalhar no ministério. Ficou nesse serviço por um ano, examinando os processos de distribuição fiscal da terra, paralisados há mais de 40 anos.
Logo depois passou num concurso para trabalhar como subdiretor na Direção de Estatística da Nação. Em março de 1925, foi eleito professor titular da Faculdade de Ciências Econômicas de Buenos Aires (aos 24 anos).
Com a revolução de 6 de setembro de 1930, Prebisch foi convidado pelo ministro da Fazenda para assumir a subsecretaria do Ministério (tinha 29 anos). Elaborou os decretos que criaram o imposto de renda progressivo e o controle de câmbio. Deixou o Ministério em 1931, com a eleição do general Justo à presidência da República.
Em janeiro de 1933, foi convidado pela Liga das Nações para participar como "expert" na comissão preparatória da Primeira Conferência Econômica Mundial. Prebisch foi o único representante do mundo subdesenvolvido em Genebra, porém, sua participação foi ínfima.
De Genebra vai para Londres, ainda no primeiro semestre de 1933, juntar-se a missão de Júlio Rocca, que visava a um acordo comercial entre a Argentina e a Grã-Bretanha. Dizia que este Tratado foi a origem do bilateralismo comercial. Depois disso, Prebisch interveio nos tratados bilaterais com a Espanha, Itália e a Alemanha.
No segundo semestre de 1933, Prebisch integrou a missão argentina na Conferência Econômica Mundial, em Londres. Acreditava muito na conferência em razão das ideias contidas nos artigos publicados por John Keynes no "Times". No entanto, a conferência foi um fracasso, porque prevaleceu a atitude ortodoxa do secretário do Tesouro britânico, Chamberlain, contra as ideias de Keynes.
Em novembro de 1933, Prebisch tornou-se assessor do ministro da Fazenda e do ministro da Agricultura, simultaneamente. Em fins de 1934, Prebisch elaborou o projeto para a criação de um banco central. Aprovado ainda em 1934, o Banco Central da Argentina começou a operar em 1935, tendo Prebisch (33 anos) como seu gerente-geral (com pleno poderes).
Depois de oito anos como Diretor do Banco Central, Prebisch deixou a direção do banco, no final de 1943, por pressão do general Perón.
Entre 1944 e 1948, Prebisch voltou a atuar como professor na Faculdade de Ciências Econômicas de Buenos Aires. Recusou vários convites para trabalhar no mercado financeiro e na recém fundada CEPAL (Comissão Econômica para a América Latina e o Caribe), localizada em Santiago (Chile).
Em fins de 1948, sua candidatura ao "staff" do FMI, encaminhada por Felipe Pazos, foi recusada. Vendo-se obrigado a emigrar por causa da ditadura do general Perón, Prebisch acabou aceitando outro convite da CEPAL: escrever a introdução do primeiro Estudo Econômico da América Latina, por três meses, como consultor. Esta introdução ("O desenvolvimento econômico da América Latina e alguns de seus principais problemas", 1949 ) foi recebida com verdadeiro pânico pela sede central das Nações Unidas, dado que lançava toda a teoria da industrialização por substituição de importações e da relação de preços de intercâmbio. A introdução foi apresentada na segunda Conferência da CEPAL, em Havana (maio de 1949). O estudo foi recebido com entusiamo pelos países latino-americanos. Ainda em Havana, Prebisch foi convidado pelo Subsecretário Geral das Nações Unidas, David Oewn, para trabalhar na CEPAL por mais um ano, com consultor.
Como consultor foi à terceira Conferência da CEPAL (Montevidéu, maio de 1949), para expor o primeiro capítulo do Estudo Econômico de 1949 ("Crescimento, desequilibrios e disparidades: interpretação do processo de desenvolvimento econômco"). Nesse mesmo mês foi nomeado em Nova York, Secretário Executivo da CEPAL.
Prebisch ocupou o principal cargo da CEPAL até 1963, quando deixou a instituição a pedido do Secretário Geral da ONU, U Thant, para assumir o cargo de Secretário Geral da UNCTAD (Conferência das Nações Unidas sobre Comércio e Desenvolvimento, com sede em Genebra), que havia sido criada, em janeiro de 1963 pelo Conselho Econômico e Social da ONU.
A primeira conferência da UNCTAD realizou-se no Palácio das Nações em Genebra, de 23 de março a 15 de junho de 1964. Nesta ocasião, Prebisch apresentou o informe "Nova política comercial para o desenvolvimento". A UNCTAD permitiu a projeção mundial das ideias de Prebisch sobre industrialização e desenvolvimento.
A segunda conferência da UNCTAD foi em Nova Délhi, fevereiro de 1968. Prebisch renunciou ao cargo da UNCTAD em março de 1969, ante a evidência da impossibilidade de fazer do organismo o instrumento de regeneração política, econômica e social com que sonhava.
Voltou à direção do ILPES (Instituto Latino-Americano de Planejamento Econômico e Social, criado em abril de 1961 como um organismo vinculado a CEPAL.
Em 1969, o economista e sociológo sueco Gunnar Myrdal indicou Raúl Prebisch ao primeiro prêmio Nobel de economia. No entanto, o ganhador foi o economista neerlandês Jan Tínbergen, junto com o norueguês Ragnar Frish.
Aposentou-se das Nações Unidas em 1972. O Secretário Geral da ONU (U Thant) pediu entretanto, que Prebisch continuasse como seu conselheiro econômico. Assim o fez.
Em 1976, aos 75 anos, surgiu um novo desafio: dirigir a recém criada "Revista de la CEPAL". Iniciou então, uma série de artigos que culminaria no livro "Capitalismo periférico: crise e transformação", de 1981.
Em 1984,foi convidado a ocupar uma cadeira de honra no conselho deliberativo do Club Atletico Boca Juniors, clube no qual trabalhou no setor financeiro durante a época de estudante.
Em 1986, a "Revista de la CEPAL" anunciou a morte de Prebisch: 
Em 29 de abril de 1986 morria Raúl Prebisch em sua casa de 'Las Vertesntes', em Santiago do Chile. A 'Revista de la CEPAL' perdia o seu fundador e Diretor; a instituição [CEPAL], o seu intelectual mais destacado e, o Terceiro Mundo, um íntimo conhecedor de seus problemas e um pertinaz defensor de seus interesses (Revista de la CEPAL, n.29, agosto de 1986).

## Obras
As principais obras escritas por Raúl Prebisch são:
- Introducción a Keynes, 1947
- El desarrollo económico de la América Latina y algunos de sus principales problemas, 1949
- Crecimiento, desequilibrio y disparidades: interpretación del proceso de desarrollo económico, 1950 (considerado por Albert Hirschman como o "Manifesto Latino-Americano")
- Problemas teóricos y prácticos del crecimiento económico, 1951
- La cooperación internacionaol en la política de desarrollo latinoamericana, 1954
- Hacia una dinámica del desarrollo latinoamericano, 1963
- Nueva política comercial para el desarrollo, 1964
- Hacia una estrategia global del desarrollo, 1968
- Transformação e desenvolvimento: a grande tarefa da América Latina, 1970
- Capitalismo periférico: crisis y transformación, 1981
- Cinco etapas de mi pensamiento sobre el desarrollo, 1983
- Raúl Prebisch (1901-1986)a construção da América Latina e do Terceiro Mundo (em língua portuguesa) Editado pela Contraponto Editora. Título original The life and times of Raúl Prebisch 1901-1986.